# Sisquer
|  | Aquest article tracta sobre l'entitat de població de Guixers. Vegeu-ne altres significats a «Sisquer». |

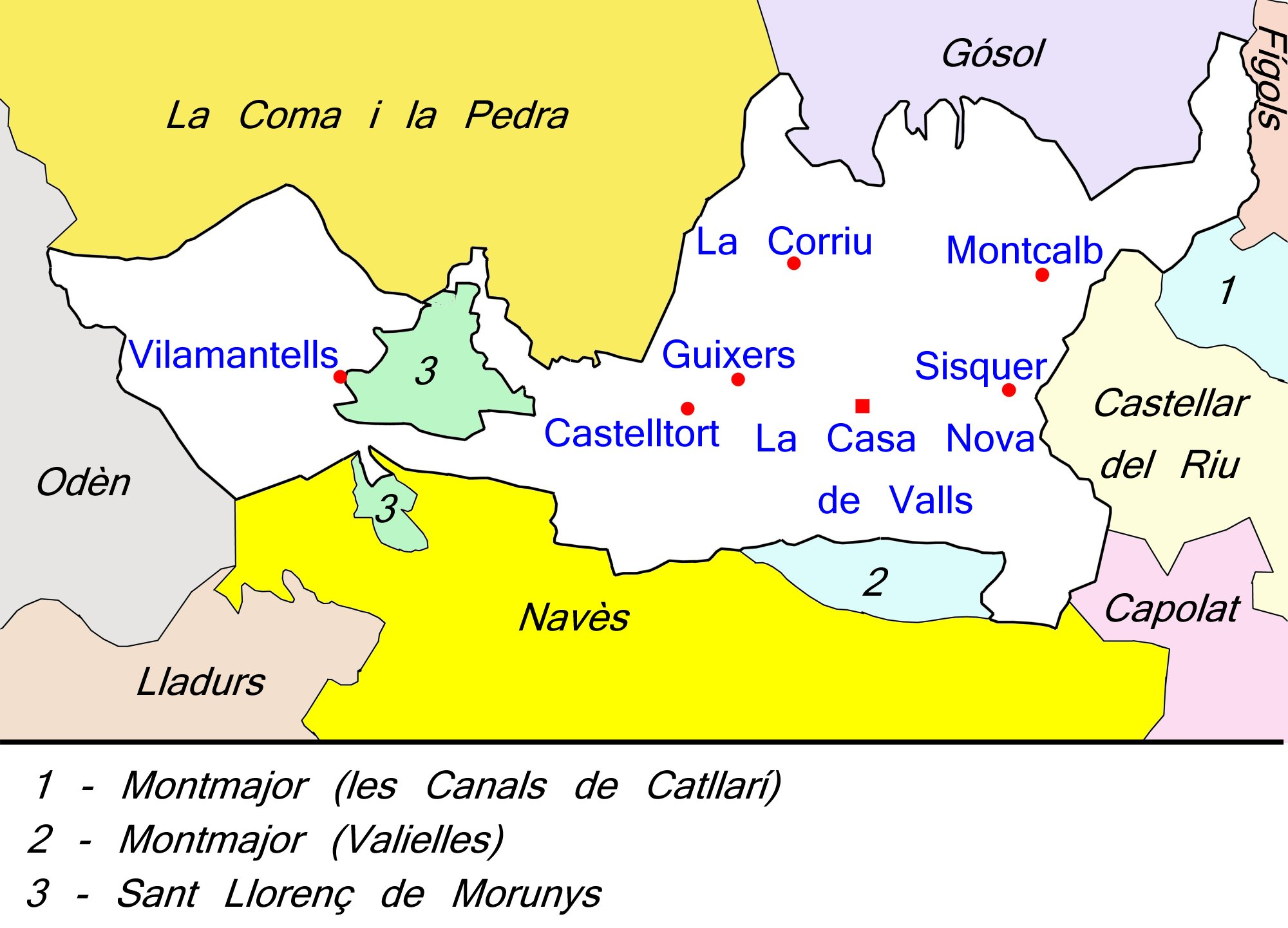
Mapa del municipi amb les seves entitats de població i els municipis limítrofs

Sisquer és una poble disseminat i una de les set entitats de població del municipi de Guixers (Solsonès). Es troba a la banda oriental del municipi. No té cap nucli i tot el seu poblament és dispers. El primer esment escrit data de 839.

## Demografia
| Evolució demogràfica |            |            |            |                   |                   |                   |       |
| Any                  | Nucli urbà | Nucli urbà | Nucli urbà | Poblament dispers | Poblament dispers | Poblament dispers | Total |
| Any                  | Homes      | Dones      | Total      | Homes             | Dones             | Total             | Total |
| 2000                 | 0          | 0          | 0          | 4                 | 2                 | 6                 | 6     |
| 2001                 | 0          | 0          | 0          | 5                 | 2                 | 7                 | 7     |
| 2002                 | 0          | 0          | 0          | 3                 | 1                 | 4                 | 4     |
| 2003                 | 0          | 0          | 0          | 2                 | 1                 | 3                 | 3     |
| 2004                 | 0          | 0          | 0          | 3                 | 1                 | 4                 | 4     |
| 2005                 | 0          | 0          | 0          | 3                 | 1                 | 4                 | 4     |
| 2006                 | 0          | 0          | 0          | 3                 | 1                 | 4                 | 4     |
| 2007                 | 0          | 0          | 0          | 3                 | 1                 | 4                 | 4     |
| 2008                 | 0          | 0          | 0          | 3                 | 1                 | 4                 | 4     |
| Font: INE            |            |            |            |                   |                   |                   |       |